# Mechanitis escalentei
Mechanitis escalentei är en fjärilsart som beskrevs av Hoffmann 1940. Mechanitis escalentei ingår i släktet Mechanitis och familjen praktfjärilar. Inga underarter finns listade i Catalogue of Life.